# Apache JMeter
A JMeter az Apache Jakarta projekt része volt korábban, jelenleg felső szintű Apache projekt. A JMeter terheléses tesztekre használható eszköz. Főként web alkalmazások szolgáltatásainak teljesítmény mérésére és analízisre használják.
JMeter használható egységteszt eszközként is pl. JDBC-re adatbázis kapcsolatok ra, FTP-re, LDAP-ra, Webservices re, JMS-re, HTTP-re és általános TCP kapcsolatokra. JMeter úgy is konfigurálható, hogy monitor eszközként működjön, bár ez nem a tipikus alkalmazása, és ebben esetben léteznek ennél professzionálisabb megoldások is.
A JMeter támogatja a változó paraméterezést, különböző validációkat(pl. válasz validáció), szálankénti süti kezelést, konfigurációs változókat valamint sokfajta riportkészítést is.
A JMeter architektúrája plugin alapú. A legtöbb beépített alap funkciót plugin-ekben valósították meg. Funkcionalitását külső fejlesztők könnyen kiterjeszthetik saját plugin-ek írásával.

## Történet
| Verzió | Kiadás dátuma        | Leírás                    |
| ------ | -------------------- | ------------------------- |
| 1.0.2  | 2001. március 9      | legkorábbi az archívumban |
| ...    | ...                  |                           |
| 2.3RC3 | 2007. július 11.     |                           |
| 2.3RC4 | 2007. szeptember 2.  |                           |
| 2.3    | 2007. szeptember 24. |                           |
| 2.3.1  | 2007. november 28.   |                           |
| 2.3.2  | 2008. június 10.     |                           |
| 2.3.3  | 2009. május 24.      |                           |
| 2.3.4  | 2009. június 21.     |                           |
| 2.4    | 2010. július 14.     | Java 5                    |
| 2.5    | 2011. augusztus 17.  | Java 5                    |
| 2.5.1  | 2011. október 3.     | Java 5                    |
| 2.6    | 2012. február 1.     | Java 5                    |
| 2.7    | 2012. május 27.      | Java 5                    |
| 2.8    | 2012. október 6.     | Java 5+                   |
| 2.9    | 2013. január 28.     | Java 6+                   |
| 2.10   | 2013. október 21.    | Java 6+                   |
| 2.11   | 2014. január 5.      | Java 6+                   |
| 2.12   | 2014. november 10.   | Java 6+                   |
| 2.13   | 2015. március 14.    | Java 6+                   |

## Fordítás
Ez a szócikk részben vagy egészben  az   Apache JMeter című angol Wikipédia-szócikk ezen változatának fordításán alapul.  Az eredeti cikk szerkesztőit annak laptörténete sorolja fel. Ez a jelzés csupán a megfogalmazás eredetét és a szerzői jogokat jelzi, nem szolgál a cikkben szereplő információk forrásmegjelöléseként.